# South-African-Airways-Flug 406
Der South-African-Airways-Flug 406 war ein Linienflug der staatlichen Fluggesellschaft South African Airways, auf dem am 13. März 1967 eine Vickers Viscount 818 verunglückte. Das Flugzeug stürzte während des Landeanfluges auf den Flughafen East London in den Indischen Ozean. Alle 25 Passagiere und Besatzungsmitglieder kamen ums Leben. Die Flugunfallermittler schlossen nicht aus, dass der Kapitän während des Landeanfluges einen Herzinfarkt erlitten hatte und somit das Flugzeug außer Kontrolle geriet, ohne dass der Kopilot in der Lage war, die Kontrolle wieder zu erlangen.